# The System Has Failed
A The System Has Failed a Megadeth együttes tizedik stúdióalbuma, amely 2004 szeptemberében jelent meg a Sanctuary Records gondozásában. A lemez a 18. helyig jutott a Billboard 200-as eladási listán.

## Az album dalai
1. Blackmail the Universe – 4:33
2. Die Dead Enough – 4:18
3. Kick the Chair – 3:57
4. The Scorpion – 5:59
5. Tears in a Vial – 5:22
6. I Know Jack – 0:40
7. Back in the Day – 3:28
8. Something That I'm Not – 5:07
9. Truth Be Told – 5:40
10. Of Mice and Men – 4:05
11. Shadow of Deth – 2:15
12. My Kingdom – 3:04

## Közreműködők
- Dave Mustaine – ének, ritmusgitár
- Chris Poland – szólógitár
- Jimmie Lee Sloas – basszusgitár
- Vinnie Colaiuta – dob